# Jungle (группа)
Jungle (МФА: [ˈdʒʌŋɡəl]) — британская группа из Лондона. 2 марта 2024 года получила награду Brit Awards в категории British Group.

## История
Группа Jungle основана Томом МакФарландом и Джошем Ллойд-Уотсоном. Они знакомы с 9 лет, когда ещё жили в соседних домах в одном из округов Лондона. Они учились в одной школе, где вместе играли в нескольких музыкальных группах, одна из которых — Born Blonde — стала относительно успешной и известной. В начале 2013 года они приняли решение создать группу Jungle, сделав акцент на эстетике немузыкальной стороне деятельности: обложках альбомов, видеоклипов, нежели на своих личностях (Ещё в школе Джоша и Тома звали J и T (по первым буквам имени). В течение года состав Jungle работал с разными артистами из других жанров и областей искусства. Чтобы выступать вживую, группа приняла в свой состав новых людей. Солисты, Джош и Том хотели бросить вызов самим себе и не просто воспроизводить то, что некогда они написали на компьютере, но и привнести в свои песни нечто новое и органичное для живых выступлений. Лидеры группы говорят:

Честно говоря… настоящее родство и дружба. Всё это — о коллективе и коллективной энергии… Командном духе.
Оригинальный текст (англ.)honesty… true connection and friendship. It’s about being in a collective and collective energy… [a] team spirit.

## Музыкальная карьера
Музыкальный стиль Jungle описывают как «среднетемповый фанк в стиле 1970-х» и как смесь «тропической перкуссии, звуков дикой жизни, криков фальцетом, психоделических шумов и „качающих“ басов» По мнению журнала DIY, у группы хорошая
репутация выступлений на концертах: «Jungle — эффектная группа, дающая живые концерты».
Свой первый сингл «The Heat» группы выпустила 21 октября 2013 г. через лейбл Chess Club Records. В декабре 2013 года Jungle были номинированы на премию BBC Sound of 2014. В марте 2014 года группа сыграла на кино- и музыкальном фестивале South by Southwest в Техасе. 16 июня 2014 года группы выступила на шоу Джимми Киммел в прямом эфире, и сыграла на Гластонбери в конце того же месяца.
Дебютный альбом Jungle был записан на XL Recordings и выпущен 14 июля 2014 года. В честь этого группа дала концерт на одной из крыш в районе Пекхам (Лондон). При съемках шоу использовались дроны. В первую неделю после выхода альбома группа несколько раз играла на радио BBC Radio 1, Radio 2, и Radio 6 Music.
В августе 2014 года коллектив принял участие в Фестивалях в Рединге и Лидсе. В сентябре 2014 года Jungle выступили в Le Grand Journal, сыграли с Фареллом в Лондонском Roundhouse на iTunes Festival, и играли в прямом эфире Later… with Jools Holland.
Их альбом был внесён в шорт-лист Mercury Prize в сентябре 2014.
Песня Busy Earnin' была добавлена в плейлисты FIFA 15 и Forza Horizon 2, а также была использована в телефильмах, сериалах и других компьютерных играх, например в заставке к Tales from the Borderlands, в качестве фоновой музыки в баре в 6 эпизоде 2 сезона Бруклин 9-9, а также в клубной сцене немецкого сериала Tatort (эпизод 916: «Der Wüstensohn»).
Она также заняла 67 место в хитпараде австралийской радиостанции
Triple J.
В начале 2015 года было объявлено о майском выступлении группы на музыкальном фестивале Boston Calling.
26 июня 2015 Jungle выступили на фестивале в Гластонбери.
2 ноября 2016 года песня Drops появилась в финальной сцене 9 эпизода 1 сезона сериала Queen Sugar.
10 ноября 2016 года песня Busy Earnin' была исполнена в эпизоде «Чёрная пятница» сериала Superstore.
В апреле 2017 года Busy Earnin' была использована в британской рекламе Toyota Yaris Hybrid.

## Дискография

### Студийные альбомы
| Название                                | Детали                                         | Высшая позиция в чарте | Высшая позиция в чарте | Высшая позиция в чарте | Высшая позиция в чарте | Высшая позиция в чарте | Высшая позиция в чарте | Высшая позиция в чарте | Высшая позиция в чарте | Высшая позиция в чарте | Высшая позиция в чарте | Продажи       | Сертификации  |
| Название                                | Детали                                         | UK                     | AUS                    | BEL                    | FRA                    | GER                    | IRE                    | NED                    | NZ                     | SWI                    | US                     | Продажи       | Сертификации  |
| --------------------------------------- | ---------------------------------------------- | ---------------------- | ---------------------- | ---------------------- | ---------------------- | ---------------------- | ---------------------- | ---------------------- | ---------------------- | ---------------------- | ---------------------- | ------------- | ------------- |
| Jungle                                  | - Выход: 14 июля 2014 - Лейбл: XL              | 7                      | 20                     | 21                     | 42                     | 43                     | 15                     | 42                     | 34                     | 22                     | 84                     | - UK: 100,000 | - BPI: Gold   |
| For Ever                                | - Выход: 14 сентября 2018 - Лейбл: XL          | 10                     | 28                     | 13                     | 68                     | —                      | 27                     | 34                     | —                      | 22                     | —                      |               | - BPI: Silver |
| Loving in Stereo                        | - Выход: 13 августа 2021 - Лейбл: Caiola, AWAL | 3                      | 10                     | 5                      | 55                     | 18                     | 16                     | 11                     | —                      | 8                      | 159                    |               |               |
| Volcano                                 | - Выход: 11 августа 2023 - Лейбл: Caiola, AWAL | 3                      | 22                     | 25                     | 56                     | 19                     | 60                     | 42                     | 30                     | 8                      | 165                    |               |               |
| «—» прочерк означает неучастие в чарте. |                                                |                        |                        |                        |                        |                        |                        |                        |                        |                        |                        |               |               |

### Синглы
| Название                                     | Год  | Высшая позиция в чарте | Высшая позиция в чарте | Высшая позиция в чарте | Высшая позиция в чарте | Высшая позиция в чарте | Высшая позиция в чарте | Высшая позиция в чарте | Высшая позиция в чарте | Высшая позиция в чарте | Высшая позиция в чарте | Сертификация | Альбом            |
| Название                                     | Год  | UK                     | BEL (FL)               | BEL (WA)               | FRA                    | IRE                    | MEX Eng.               | NED Tip                | NZ Hot                 | SCO                    | US Dance               | Сертификация | Альбом            |
| -------------------------------------------- | ---- | ---------------------- | ---------------------- | ---------------------- | ---------------------- | ---------------------- | ---------------------- | ---------------------- | ---------------------- | ---------------------- | ---------------------- | ------------ | ----------------- |
| «Platoon» / «Drops»                          | 2013 | —                      | —                      | —                      | —                      | —                      | —                      | —                      | —                      | —                      | —                      |              | Jungle            |
| «The Heat» / «Lucky I Got What I Want»       | 2013 | —                      | 62                     | —                      | —                      | —                      | —                      | —                      | —                      | —                      | —                      |              | Jungle            |
| «Busy Earnin'»                               | 2014 | 158                    | 77                     | —                      | 118                    | —                      | 32                     | 2                      | —                      | 86                     | —                      | - BPI: Gold  | Jungle            |
| «Time»                                       | 2014 | 94                     | 62                     | 78                     | 163                    | —                      | 40                     | —                      | —                      | —                      | —                      |              | Jungle            |
| «Julia»                                      | 2015 | —                      | 83                     | 57                     | —                      | —                      | 41                     | —                      | —                      | —                      | —                      |              | Jungle            |
| «Happy Man» / «House in LA»                  | 2018 | —                      | —                      | 96                     | —                      | —                      | 26                     | —                      | —                      | —                      | 38                     |              | For Ever          |
| «Heavy, California»                          | 2018 | —                      | 73                     | 94                     | —                      | —                      | 40                     | —                      | —                      | —                      | 39                     |              | For Ever          |
| «Cherry»                                     | 2018 | —                      | —                      | —                      | —                      | —                      | —                      | —                      | —                      | —                      | —                      |              | For Ever          |
| «Beat 54 (All Good Now)»                     | 2018 | —                      | —                      | —                      | —                      | —                      | —                      | —                      | —                      | —                      | 42                     |              | For Ever          |
| «Casio»                                      | 2019 | —                      | 92                     | 93                     | —                      | —                      | —                      | —                      | —                      | —                      | —                      |              | For Ever          |
| «Keep Moving»                                | 2021 | —                      | 52                     | —                      | —                      | —                      | 28                     | —                      | —                      | —                      | 29                     |              | Loving in Stereo  |
| «Talk About It»                              | 2021 | —                      | —                      | —                      | —                      | —                      | —                      | —                      | —                      | —                      | 39                     |              | Loving in Stereo  |
| «Romeo» (featuring Bas)                      | 2021 | —                      | —                      | —                      | —                      | —                      | —                      | —                      | —                      | —                      | 41                     |              | Loving in Stereo  |
| «Truth»                                      | 2021 | —                      | —                      | —                      | —                      | —                      | —                      | —                      | —                      | —                      | —                      |              | Loving in Stereo  |
| «All of the Time»                            | 2021 | —                      | —                      | —                      | —                      | —                      | —                      | —                      | —                      | —                      | 29                     |              | Loving in Stereo  |
| «Good Times» / «Problemz»                    | 2022 | —                      | —                      | —                      | —                      | —                      | —                      | —                      | —                      | —                      | 32                     |              | Неальбомный сингл |
| «Candle Flame»                               | 2023 | —                      | —                      | —                      | —                      | —                      | —                      | —                      | —                      | —                      | —                      |              | Volcano           |
| «Dominoes»                                   | 2023 | —                      | —                      | —                      | —                      | —                      | —                      | —                      | —                      | —                      | 49                     |              | Volcano           |
| «I’ve Been in Love» (featuring Channel Tres) | 2023 | —                      | —                      | —                      | —                      | —                      | —                      | —                      | —                      | —                      | 45                     |              | Volcano           |
| «Back on 74»                                 | 2023 | 25                     | —                      | —                      | —                      | 41                     | —                      | 17                     | 21                     | —                      | 9                      |              | Volcano           |
| «—» прочерк означает неучастие в чарте       |      |                        |                        |                        |                        |                        |                        |                        |                        |                        |                        |              |                   |

## Видеография
Музыкальные видео
| Год  | Название       |
| ---- | -------------- |
| 2013 | «Platoon»      |
| 2013 | «The Heat»     |
| 2014 | «Busy Earnin'» |
| 2014 | «Time»         |
| 2015 | «Julia»        |
| 2018 | «House in LA»  |
| 2018 | «Happy Man»    |

## Награды и номинации
| Год  | Организация | Награда               | Работа         | Результат |
| ---- | ----------- | --------------------- | -------------- | --------- |
| 2014 | NME         | Top 50 Tracks of 2014 | «Busy Earnin'» | #13       |
| 2024 | Brit Awards | British Group         |                | Победа    |